# Patrick Moraz
Patrick Philippe Moraz, född 24 juni 1948 i Morges i Vaud, Schweiz, är en schweizisk pianist, keyboardist och kompositör. 
I tonåren bedrev han klassiska pianostudier, men kom att använda den tekniska disciplinen tillsammans med mera öppna former inom rock och jazz. Som tjugoåring bildade han sitt första riktiga band Mainhorse, de turnerade och släppte 1971 ett självbetitlat album, där Moraz skrev mycket av musiken; redan här är hans individualitet tydlig. Därefter turnerade han under ett par år med en brasiliansk balettrupp, och skrev och arrangerade musik för dem. Efter en tid med gruppen Refugee kom han att inträda som keyboardist i Yes på Relayer (1974), där han i hög grad satte sin prägel på soundet. Han stannade i Yes ett par år och turnerade med dem; 1976 gjorde han sitt första soloalbum, kort och gott kallat i - egentligen en personlig logga som Moraz brukar översätta med "Star Peace". Albumet har konceptkaraktär och rör sig mellan rock, latinofärgade rytmer och franskinspirerad ballad; det utsågs till årets keyboardalbum 1976. Albumets titel förlängdes senare till The Story Of i. Samma år lämnade han Yes när Rick Wakeman återvände till bandet.
1978-91 återfanns Moraz i The Moody Blues, parallellt släppte han egna soloalbum och samarbetade med bland andra Bill Bruford. Han var tidigt intresserad av möjligheterna att förena datorer, sequencing och improvisation.

## Diskografi i urval

### Soloalbum
- 1976 – i (senare titel The Story of I)
- 1977 – Out in the Sun
- 1978 – Patrick Moraz III
- 1979 – Future Memories Live on TV
- 1980 – Coexistence
- 1984 – Timecode
- 1984 – Future Memories II
- 1985 – Future Memories I & II
- 1987 – Human Interface
- 1989 – Libertate
- 1994 – Windows of Time
- 1995 – PM in Princeton
- 2000 – Resonance
- 2003 – ESP

### MedBill Bruford
- 1984 – Music For Piano And Drums
- 1985 – Moraz / Bruford: Flags

## Kuriosa
Moraz fick gå från Moody Blues efter en frispråkig intervju i den amerikanska tidskriften Keyboard våren 1991 där han å ena sidan förklarade att han uppskattade bandet och dess publik men å andra sidan luftade sin känsla av att ha hamnat i en underordnad position i ett ganska trögrörligt band. När de andra i gruppen fick se artikeln fick Moraz utan vidare sparken, något han inte hade avsett. På omslaget till numret syns Moraz med en tubon-synt som han håller som ett vapen och med en aggressivt sammanbiten blick i en pose som uppenbart anspelar på Motorsågsmassakern.